# 新奈
新奈（にいな、1994年9月27日 - ）は、日本の女性モデル。三重県志摩市出身。イプシロン所属。

## 来歴
3歳から18歳までサッカーをやっていた。ウェルズリー大学卒業後、モデルエージェンシー「フロスツゥー」に所属しモデル活動を開始。その後BARK IN STYLEを経て現事務所イプシロンへ移籍した。
2019年10月24日、一般公募127名の中から第28代・2020年「トリンプ・イメージガール」への選出が発表され、ランジェリー姿を初公開した。なお三重県出身モデルがトリンプのイメージガールになったのは初めて。
新型コロナウイルス（COVID-19）の影響で翌年に向けた選考活動が困難になったために第29代となる2021年もトリンプ・イメージガールを務めることになった。史上初の2年連続起用となった。

## 人物
父親はアメリカ人、母親は日本人のハーフ。
チャームポイントは三重弁で見てほしい部位は横顔。

## 出演

### 広告
- コクヨ - ing（2017年）[5]
- デロンギ - 電自動コーヒーメーカー（2019年）[9]
- トリンプ・インターナショナル  - 2020年・2021年トリンプ・イメージガール[2] [7]

### カタログ
- QVCジャパン[10]
- オンワード樫山「23区」[11]
- breo ヘッドスパ[12]

### CM
- 眼鏡市場（2017年）[13]
- 高橋衛歯科医院（岩手県盛岡市、2018年）[14]
- フロムスクラッチ「b→dash」（2019年）[15]

### MV
- the engy「Touch me」（2019年）[16]